# Backlash (2008)
Backlash (2008) foi o 10º evento Backlash em pay-per-view (PPV) de luta livre profissional produzido pela World Wrestling Entertainment (WWE). Foi realizado para lutadores das divisões das marcas Raw, SmackDown e ECW da promoção. O evento aconteceu no dia 27 de abril de 2008, na 1st Mariner Arena em Baltimore, Maryland. O conceito do pay-per-view foi baseado na reação da WrestleMania XXIV.
Oito lutas estavam programadas no card do evento, que contava com um supercard, programação de mais de um evento principal. A primeira foi uma luta de eliminação fatal four-way pelo Campeonato da WWE com lutadores da marca Raw, na qual todos os quatro homens lutaram no ringue ao mesmo tempo, com os competidores sendo eliminados por pinfall ou submissão. Triple H derrotou o Campeão da WWE Randy Orton, John Cena e John "Bradshaw" Layfield (JBL) para ganhar o campeonato. O outro evento principal contou com lutadores da marca SmackDown, no qual o atual Campeão Mundial dos Pesos Pesados, The Undertaker, derrotou o desafiante Edge em uma luta de luta livre padrão, também conhecida como luta individual. O evento principal da marca ECW foi uma partida padrão em que o atual Campeão da ECW, Kane, derrotou o desafiante Chavo Guerrero. Além disso, foi marcada uma luta de destaque na eliminatória, em que Shawn Michaels derrotou Batista em luta padrão.
O Backlash teve um público de aproximadamente 11.277 pessoas e recebeu 200 mil compras, menos que o evento do ano anterior. Quando o evento foi lançado em DVD, alcançou a posição de pico de segundo lugar na parada de vendas de DVD de esportes recreativos da Billboard. Foi também a primeira transmissão Backlash PPV em alta definição.

## Produção

### Introdução

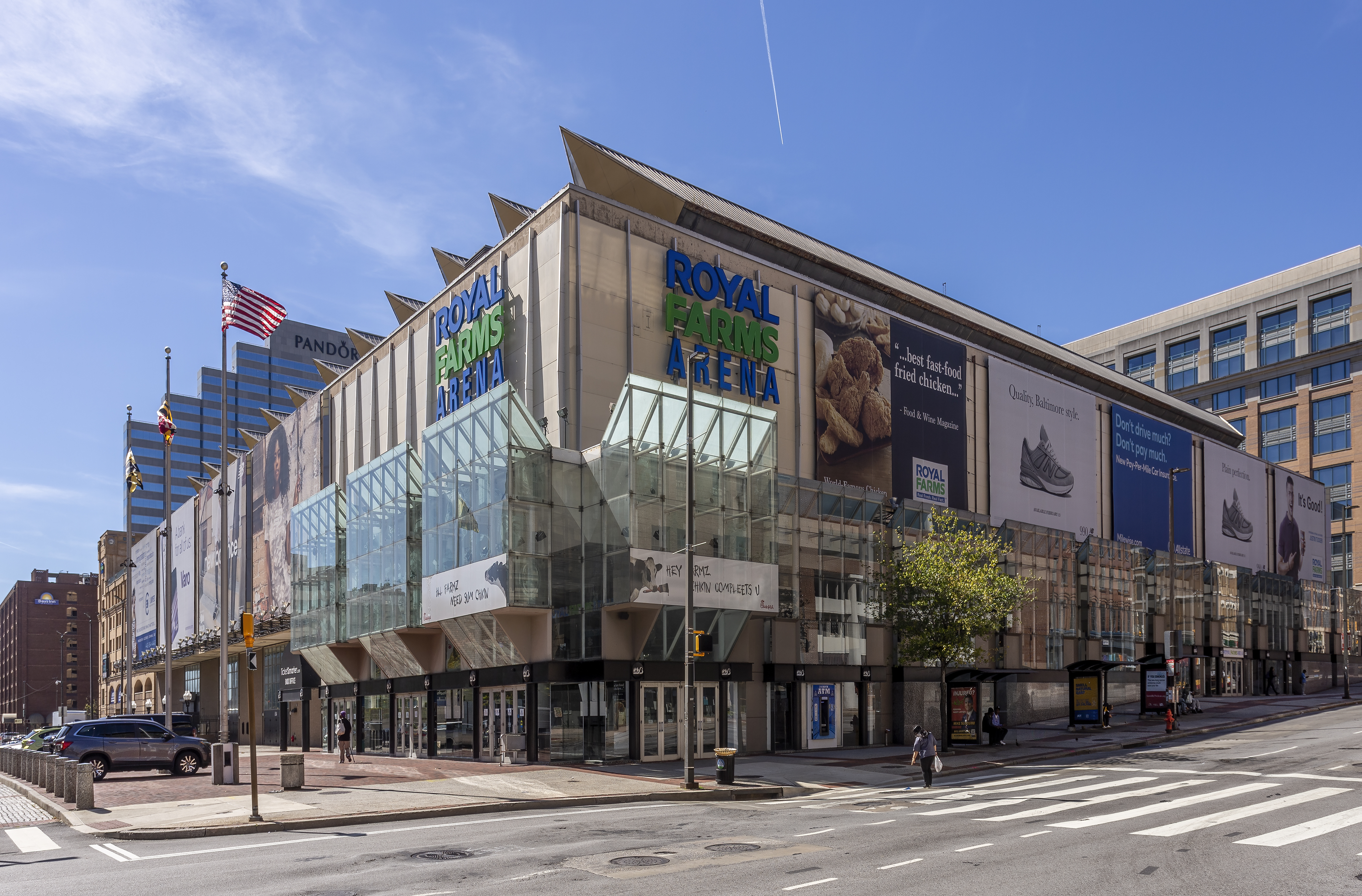
O evento foi realizado na 1st Mariner Arena em Baltimore, Maryland.

Backlash é um evento pay-per-view (PPV) criado pela World Wrestling Entertainment (WWE) em 1999. O conceito do pay-per-view foi baseado na reação do principal evento da WWE, WrestleMania. O evento de 2008 foi o 10º Backlash e contou com a reação da WrestleMania XXIV. Foi programado para acontecer em 27 de abril de 2008, na 1st Mariner Arena em Baltimore, Maryland e contou com lutadores das marcas Raw, SmackDown e ECW.

### Rivalidades

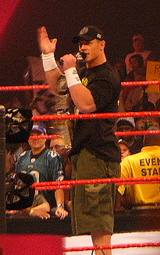
John Cena competiu na partida do Campeonato da WWE.

O card incluía lutas resultantes de enredos roteirizados, onde os lutadores retratavam heróis, vilões ou personagens menos distinguíveis em eventos roteirizados que criavam tensão e culminavam em uma luta ou série de lutas. Os resultados foram predeterminados pelos escritores da WWE nas marcas Raw, SmackDown e ECW, enquanto as histórias foram produzidas nos programas de televisão semanais da WWE, Monday Night Raw, Friday Night SmackDown e ECW.
Lutadores do Raw foram apresentados no evento principal do Backlash: uma luta de eliminação fatal four-way pelo Campeonato da WWE, com o campeão, Randy Orton, defendendo contra Triple H, John Cena e John "Bradshaw" Layfield (JBL). A preparação para a partida começou na WrestleMania XXIV, onde Orton defendeu seu título contra Triple H e Cena em uma luta de trios. Orton venceu a luta, mantendo o título após derrotar Cena. No episódio do Raw da noite seguinte, com o Campeonato da WWE brilhando em seus ombros, Orton cantou sobre derrotar Triple H e Cena na WrestleMania, declarando seu reinado como campeão a "Era de Orton". Mas JBL teve outras ideias, dizendo a Orton que ele merecia uma luta pelo título como recompensa por provar que era o superstar mais difícil do Raw em sua vitória no Belfast Brawl sobre Finlay também na WrestleMania. No episódio do Raw da semana seguinte, Orton começou a noite acreditando que enfrentaria JBL no Backlash, mas a maré rapidamente virou contra ele. Devido à reclamação de Triple H sobre ter sido chutado na cabeça por Orton quando ele estava prestes a derrotar Cena para ganhar o título da WWE na WrestleMania, o gerente geral do Raw William Regal colocou Triple H em uma luta handicap contra Orton & JBL, e quando Triple H vencido, Regal fez a luta Triple Threat pelo título. Para não ficar para trás, Cena também defendeu a Regal, que lhe deu o mesmo ultimato do luta handicap. Depois que a interferência pretendida de Orton falhou, Cena conseguiu a vitória, assim, a luta pelo campeonato no Backlash se tornou um fatal four-way estrelando três ex-Campeões da WWE desafiando Orton. No episódio do Raw da semana seguinte, após a vitória sobre Regal, Orton se sentiu obrigado a se intrometer na luta entre Triple H e JBL. Na tentativa de eliminar Triple H do Backlash, Orton correu e quase arrancou a cabeça de Triple H. Ele administrou um RKO antes de se juntar a JBL contra ele. Quando Orton estava pronto para acertar a cabeça de Triple H novamente, no entanto, JBL se voltou contra ele e o derrubou com um cruel Clothesline From Hell.

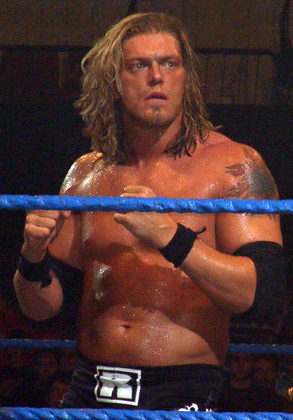
Edge, que enfrentou The Undertaker pelo Campeonato Mundial de Pesos Pesados.

A principal rivalidade no Backlash na marca SmackDown foi entre The Undertaker e Edge, pelo Campeonato Mundial de Pesos Pesados. Em fevereiro, no No Way Out, Undertaker venceu uma luta Elimination Chamber para se tornar o desafiante número um ao Campeonato Mundial de Pesos Pesados na WrestleMania XXIV. Na WrestleMania, Undertaker derrotou Edge para ganhar o Campeonato Mundial de Pesos Pesados e estender sua seqüência invicta na WrestleMania para 16-0. No episódio de 4 de abril do SmackDown, a gerente geral do SmackDown, Vickie Guerrero, reservou uma revanche na WrestleMania entre Undertaker e Edge pelo Campeonato Mundial de Pesos Pesados no Backlash.
A rivalidade secundária do SmackDown rumo ao Backlash foi entre Matt Hardy e Montel Vontavious Porter (MVP). No episódio de 16 de novembro de 2007 do SmackDown! depois de não conseguir recuperar o Campeonato de Duplas da WWE de John Morrison e The Miz, MVP atacou Hardy e machucou o joelho. A rivalidade começaria novamente na WrestleMania XXIV, onde Hardy custou ao MVP a luta de escadas Money in the Bank ao realizar um Twist of Fate no topo da escada. Hardy então enfrentaria MVP no episódio de 4 de abril de 2008 do SmackDown em uma luta sem título, que ele venceu. Foi confirmado no próximo SmackDown que Hardy enfrentaria o MVP pelo Campeonato dos Estados Unidos no Backlash.
A principal rivalidade na marca ECW foi entre Kane e Chavo Guerrero, com os dois lutando pelo Campeonato da ECW. Antes da WrestleMania XXIV ser transmitida ao vivo em pay-per-view, Kane venceu um Battle Royal de 24 homens para ganhar uma partida do Campeonato da ECW contra Guerrero mais tarde naquela noite. Kane derrotaria Guerrero e se tornaria o novo Campeão da ECW. No episódio de 4 de abril do SmackDown, a gerente geral Vickie Guerrero reservou Kane para defender o Campeonato da ECW contra Chavo no Backlash. A rivalidade se intensificou no episódio de 8 de abril da ECW, onde durante a assinatura do contrato do Backlash, Guerrero, com a ajuda de Bam Neely, Curt Hawkins e Zack Ryder, deu um Frog splash em Kane através de uma mesa. Duas semanas depois, em 22 de abril de 2008, a rivalidade se intensificou novamente durante um episódio de Cutting Edge, em que Edge, Hawkins, Ryder e Neely se uniram contra Kane. A gangue permitiu que Guerrero atacasse Kane com uma cadeira de aço.
Outra rivalidade que levou ao Backlash foi entre Shawn Michaels e Batista. Chateado com a aposentadoria de Ric Flair nas mãos de Michaels na WrestleMania XXIV, Batista interrompeu o discurso de Michaels no episódio de 4 de abril do SmackDown e o chamou de pessoa "egoísta" pelo que fez na WrestleMania. Batista culpou Michaels por não ter cedido a Flair e assim proteger sua carreira em vez de aposentá-lo. Michaels defendeu suas ações dizendo que Flair o convocou para dar o seu melhor para a WrestleMania, o que ele fez. O conflito continuou em um episódio do segmento de entrevista "Highlight Reel" de Chris Jericho, que apresentou os dois homens no episódio de 7 de abril do Raw. Após outro impasse verbal tenso, Batista deixou o ringue dizendo que tinha algo reservado para Michaels. Momentos depois, o gerente geral do Raw, William Regal, disse que havia confirmado uma luta com a gerente geral do SmackDown, Vickie Guerrero, entre Michaels e Batista no Backlash. Além disso, na semana seguinte Jericho teve um confronto com Shawn Michaels que acabou chutando Jericho no rosto. Frustrado, Jericho foi até Regal na tentativa de se adicionar à partida. Regal realmente adicionou Jericho à partida, mas não como competidor. Em vez disso, ele anunciou Jericho como árbitro convidado especial para a partida.

## Evento
| Role:                | Name:                        |
| -------------------- | ---------------------------- |
| English commentators | Jim Ross (Raw)               |
| English commentators | Jerry Lawler (Raw)           |
| English commentators | Michael Cole (SmackDown)     |
| English commentators | Mick Foley (SmackDown)       |
| English commentators | Mike Adamle (ECW)            |
| English commentators | Tazz (ECW)                   |
| Spanish commentators | Carlos Cabrera               |
| Spanish commentators | Hugo Savinovich              |
| Interviewers         | Eve Torres                   |
| Interviewers         | Todd Grisham                 |
| Ring announcers      | Lilian Garcia (Raw)          |
| Ring announcers      | Justin Roberts (SmackDown)   |
| Ring announcers      | Tony Chimel (ECW)            |
| Referees             | Mickie Henson (SmackDown)    |
| Referees             | Mike Posey (ECW)             |
| Referees             | Mike Chioda (Raw)            |
| Referees             | Jack Doan (Raw)              |
| Referees             | Jim Korderas (SmackDown)     |
| Referees             | Charles Robinson (SmackDown) |

Antes do evento começar e ser transmitido ao vivo em pay-per-view, uma dark match foi apresentada na qual os campeões de duplas da WWE John Morrison e The Miz derrotaram Jimmy Wang Yang e Shannon Moore.

## Resultados
| Nº                                          | Resultados | Estipulações                                                   | Tempo |
| ------------------------------------------- | --- | -------------------------------------------------------------- | ----- |
| Dark                                        | John Morrison e The Miz derrotaram Jimmy Wang Yang e Shannon Moore                                                                                  | Luta de Duplas                                                 | —     |
| 1                                           | Matt Hardy derrotou Montel Vontavious Porter (c) | Luta Individual pelo Campeonato dos Estados Unidos da WWE      | 11:24 |
| 2                                           | Kane (c) derrotou Chavo Guerrero (com Bam Neely) | Luta Individual pelo Campeonato da ECW                         | 8:49  |
| 3                                           | Big Show derrotou The Great Khali | Luta Individual                                                | 8:05  |
| 4                                           | Shawn Michaels derrotou Batista | Luta Individual Chris Jericho como árbitro convidado especial, | 14:59 |
| 5                                           | Beth Phoenix, Jillian Hall, Layla, Melina, Natalya e Victoria derrotaram Ashley Massaro, Cherry, Kelly Kelly, Maria, Michelle McCool e Mickie James | Luta de Duplas de 12 Divas                                     | 6:31  |
| 6                                           | The Undertaker (c) derrotou Edge | Luta Individual pelo Campeonato Mundial dos Pesos Pesados      | 18:26 |
| 7                                           | Triple H derrotou JBL, John Cena e Randy Orton (c)                                                                                                  | Luta de Eliminação Fatal 4-Way pelo Campeonato da WWE          | 29:22 |
| (c) – Refere-se aos campeões antes da luta. | |                                                                |       |

| Luta de eliminação fatal-four-way | Luta de eliminação fatal-four-way | Luta de eliminação fatal-four-way | Luta de eliminação fatal-four-way | Luta de eliminação fatal-four-way | Luta de eliminação fatal-four-way |
| Nº de Eliminação                  | Lutador                           | Eliminado                         | Movimento de eliminação           | Tempo                             |                                   |
| --------------------------------- | --------------------------------- | --------------------------------- | --------------------------------- | --------------------------------- | --------------------------------- |
| 1                                 | JBL                               | John Cena                         | Submissão por STFU                | 10:29                             |                                   |
| 2                                 | John Cena                         | Randy Orton                       | Pin depois de um chute na cabeça  | 10:41                             |                                   |
| 3                                 | Randy Orton                       | Triple H                          | Pin após um Pedigree              | 29:22                             |                                   |
| Vencedor                          | Triple H                          | Triple H                          | Triple H                          | Triple H                          |                                   |